# Rafael Leitão
Rafael Duailibe Leitao (São Luís, Maranhão, 28 de diciembre de 1979) es un Gran Maestro Internacional de ajedrez brasileño. Alcanzó el número 101 del mundo en junio de 2014, cuando alcanzó su calificación ELO máxima de 2652 puntos.

## Resultados destacados en competición
Fue cinco veces ganador del Campeonato de Brasil de ajedrez en los años 1996, 1997, 1998, 2004 y 2011.
Participó representando a Brasil en seis Olimpíadas de ajedrez en los años 1996 en Ereván, 2000 en Estambul, 2002 en Bled, 2006 en Turín, 2010 en Janti-Mansisk y 2012 en Estambul.